# Шатров, Александр Андреевич
Александр Андреевич Шатров (1927 — 2006) — советский передовик производства в угольной промышленности. Заслуженный строитель РСФСР.
Герой Социалистического Труда (1977).

## Биография
Родился 27 августа 1927 года в деревне Тереховщина, Осташковского уезда Тверской губернии.
В 1942 году в период Великой Отечественной войны А. А. Шатров окончил школу фабрично-заводского обучения и начал трудовую деятельность слесарем-монтажником, а затем и бригадиром бригады слесарей-монтажников строительно-монтажного управления №4 треста «Кузбассшахтомонтаж».
После окончания войны А. А. Шатров работал слесарем-монтажником Байдаевского шахтостроительного монтажного управления №1 комбината «Кузбассшахтострой» в городе Сталинске, Кемеровской области.
26 апреля 1957 года Указом Президиума Верховного Совета СССР «за успехи в строительстве предприятий угольной промышленности в 1957 году»  А. А. Шатров был награждён Орденом Знак Почёта.
А. А. Шатров участвовал в сооружения крупнейших объектов Кузбасса. Бригадой  А. А. Шатрова были смонтированы вагоноопрокидыватели, наклонные галереи и подъёмные механизмы на шахтах «Абашевская», «Нагорная», «Капитальная» и «Юбилейная». А. А. Шатров внёс большой вклад во внедрение передовых методов монтажа надшахтных копров, лично разработал и внедрил монтаж копров от 100 до 200 тонн методами «надвига» и «поворота». С 1976 по 1980 годы за десятую пятилетку экономический эффект от сокращения сроков строительства объектов бригадой А. А. Шатрова составил 26 тысяч рублей.
5 апреля 1971 года Указом Президиума Верховного Совета СССР «за отличие в труде»  А. А. Шатров был награждён Орденом Октябрьской революции.
12 мая 1977 года Указом Президиума Верховного Совета СССР «за выдающиеся успехи в выполнении принятых на 1976 год социалистических обязательств по добыче угля и достижение высоких качественных показателей в работе»  Александр Андреевич Шатров был удостоен звания Героя Социалистического Труда с вручением Ордена Ленина и золотой медали «Серп и Молот».
После выхода на пенсию жил в Новокузнецке.

## Награды
- Медаль «Серп и Молот» (12.05.1977)
- Орден Ленина (12.05.1977)
- Орден Октябрьской революции (5.04.1971)
- Орден Знак Почёта (26.04.1957)
- Медаль «За доблестный труд в Великой Отечественной войне 1941—1945 гг.»
- Знак «Шахтёрская слава» I, II и III степени

### Звания
- Заслуженный строитель РСФСР